# Biscogniauxia mediterranea
Biscogniauxia mediterranea är en svampart. Biscogniauxia mediterranea ingår i släktet Biscogniauxia och familjen kolkärnsvampar.

## Underarter
Arten delas in i följande underarter:
- macrospora
- microspora
- mediterranea